# Nikolaiviertel

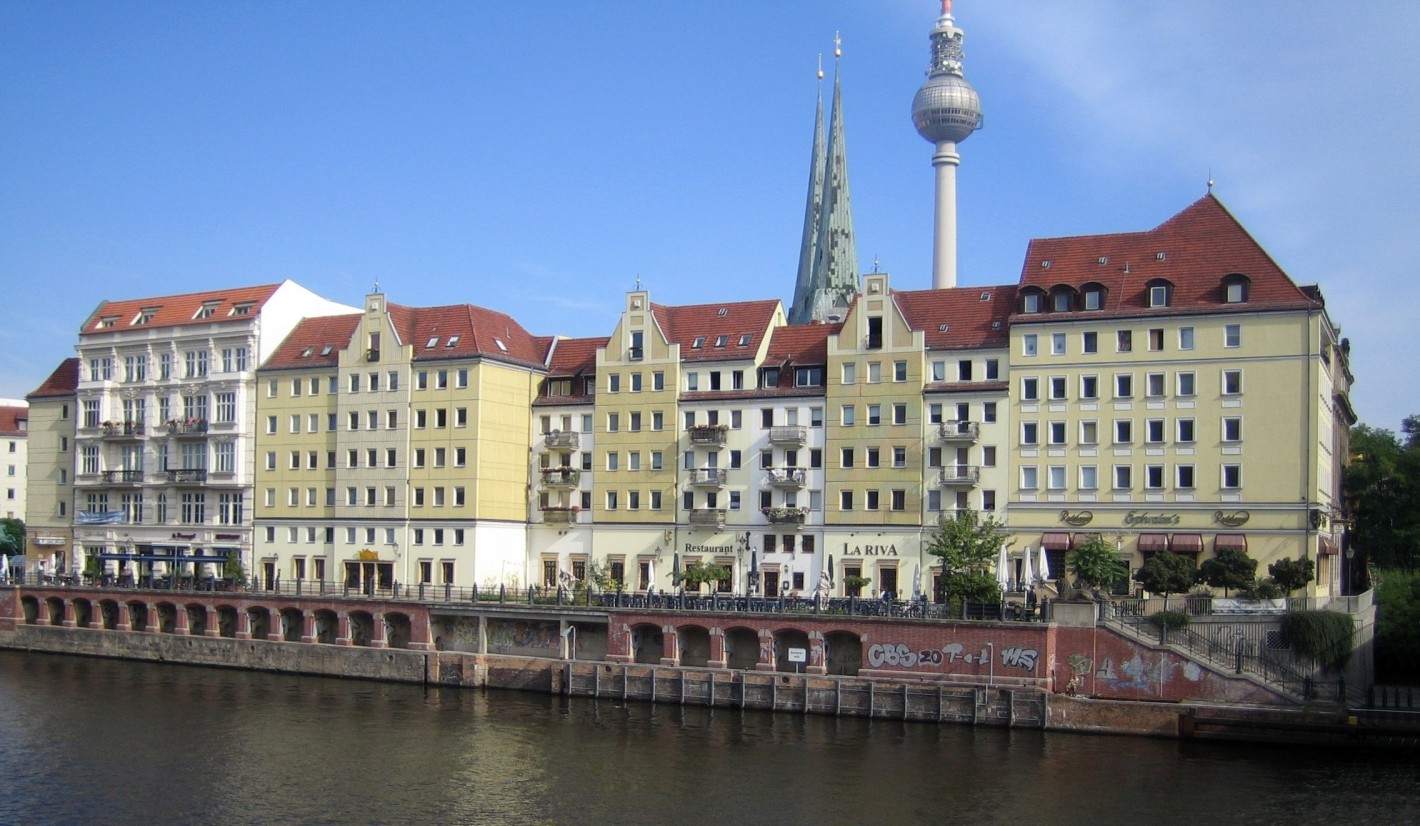
Il quartiere visto dalla Sprea

Il Nikolaiviertel (letteralmente: "quartiere di San Nicola") è una zona del quartiere Mitte di Berlino. Prende il nome dalla chiesa di San Nicola.
Di origine medievale, fu quasi completamente distrutto durante la seconda guerra mondiale; ricostruito negli anni ottanta integrando gli edifici storici con alcuni moderni, è oggi posto sotto tutela monumentale (Denkmalschutz).

## Posizione

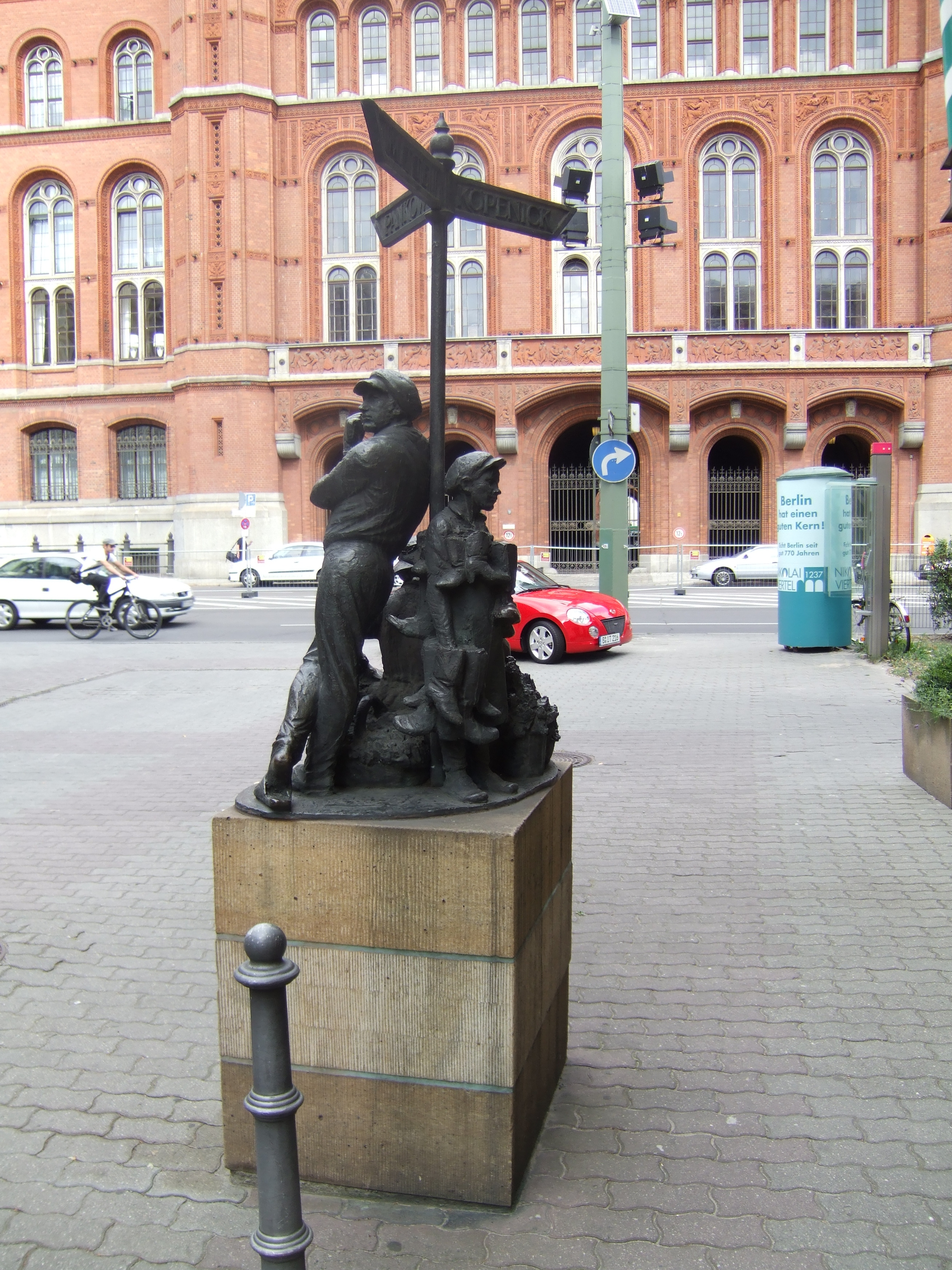
Piccolo gruppo statuario all'angolo fra Spandauerstraße e la Rathausstraße a Nikolaiviertel

Il Nikolaiviertel è delimitato dalla Sprea, dal Mühlendamm, dalla Spandauer Straße e dalla Rathausstraße. Si trova quindi nella zona più antica della città.

## Storia
Di origini medievali, il quartiere fu quasi completamente distrutto durante la seconda guerra mondiale.
Venne ricostruito dal 1979 al 1987, in occasione del 750º anniversario della fondazione della città. Per la ricostruzione si realizzarono edifici moderni a pannelli prefabbricati, che imitavano nelle forme e nelle dimensioni gli edifici antichi. I pochi edifici scampati ai bombardamenti furono contemporaneamente restaurati.
Il quartiere costituisce un forte richiamo turistico.
Nel 2018 il Nikolaiviertel venne posto sotto tutela monumentale (Denkmalschutz).

## Principali edifici restaurati
- Nikolaikirche
- Knoblausches Haus (1759)
- Kurfürstenhaus (1895-97)
- Edificio per uffici BEMAG (1935).

## Principali edifici storici trasferiti o ricostruiti
- Gerichtslaube, originariamente presso l'attuale Rotes Rathaus
- Locanda "Zum Nußbaum" (1571), originariamente nel Fischerkietz
- Ephraim-Palais (1762-66), smontato nel 1935 e ricostruito arretrato negli anni '80.

### Testi di approfondimento
- Ludovica Scarpa, La ricostruzione del Nikolaiviertel a Berlino Est, in Urbanistica, n. 86, Milano, Franco Angeli Editore, marzo 1987,  pp. 120-125, ISSN 0042-1022 (WC · ACNP).
- (DE) Günter Stahn, Rund um die Berliner Nikolaikirche, in Architektur der DDR, anno 31, n. 4, Berlino (Est), VEB Verlag für Bauwesen, aprile 1982,  pp. 218-225, ISSN 0323-3413 (WC · ACNP).
- (DE) Günter Stahn, Das Nikolaiviertel am Marx-Engels-Forum, Berlino (Est), 1985.
- (DE) Günter Stahn, Bauen am Marx-Engels-Forum, in Architektur der DDR, anno 35, n. 4, Berlino (Est), VEB Verlag für Bauwesen, aprile 1986,  pp. 212-218, ISSN 0323-3413 (WC · ACNP).
- (DE) Adalbert Behr, Bauen in Berlin 1973 bis 1987, a cura di Ehrhardt Gißke, Lipsia, Koehler & Amelang, 1987,  pp. 164-166, ISBN 3-7338-0040-0.
- (DE) Günter Stahn, Das Nikolaiviertel. Ursprung, Gründungsort und Stadtkern Berlins, in Architektur der DDR, Berlino (Est), VEB Verlag für Bauwesen, maggio 1987,  pp. 10-33, ISSN 0323-3413 (WC · ACNP).
- (DE) Berliner Wohnquartiere. Ein Führer durch 70 Siedlungen, Berlino, Reimer Verlag, 2003,  pp. 240-244.
- (DE) Anne Holper e Matthias Käther, DDR-Baudenkmale in Berlin, Berlino, VIA Reise Verlag, 2003,  pp. 24-25, ISBN 3-935029-09-8.